# Born to Run Tours
Born to Run Tours es el nombre genérico de una serie de giras musicales del músico estadounidense Bruce Springsteen con The E Street Band entre 1974 y 1977. Las giras se desarrollaron entre la publicación de los discos The Wild, the Innocent & the E Street Shuffle y Born to Run y el auge popular de los conciertos de Springsteen, cuyo reconocimiento internacional se consolidó en años sucesivos y con trabajos discográficos como Darkness on the Edge of Town y The River. Parte de las giras coincidieron también con el desarrollo y evolución de las canciones de Born to Run y con problemas financieros debido a batallas legales contra su anterior representante, Mike Appel.

## Personal
- Bruce Springsteen: voz, guitarra y armónica
- The E Street Band:
  - Roy Bittan: piano
  - Clarence Clemons: saxofón, coros y percusión
  - Danny Federici: órgano, glockenspiel y acordeón
  - Suki Lahav: violín y coros (octubre de 1974-marzo de 1975)
  - Garry Tallent: bajo
  - Steven Van Zandt: guitarra y coros (desde julio de 1975)
  - Max Weinberg: batería
- Miami Horns #1 (agosto de 1976):[1]
  - Rick Gazda: trompeta
  - Eddie Manion: saxofón barítono
  - Carlo Novi: saxofón tenor
  - Tony Palligrossi: trompeta
- Miami Horns #2 (septiembre de 1976 – marzo de 1977):[1]
  - John Binkley: trompeta
  - Ed De Palma: saxofón
  - Dennis Orlock: trombón
  - Steve Paraczky: trompeta

## Fechas
| Fecha                                   | Ciudad                         | País                           | Escenario                                |
| New Members Tour: Norteamérica          | New Members Tour: Norteamérica | New Members Tour: Norteamérica | New Members Tour: Norteamérica           |
| --------------------------------------- | ------------------------------ | ------------------------------ | ---------------------------------------- |
| 19 de septiembre de 1974                | Bryn Mawr                      | Estados Unidos                 | The Main Point                           |
| 20 de septiembre de 1974                | Upper Darby                    | Estados Unidos                 | Tower Theater                            |
| 21 de septiembre de 1974                | Oneonta                        | Estados Unidos                 | Hunt Union Ballroom                      |
| 22 de septiembre de 1974                | Union                          | Estados Unidos                 | Kean College Campus Grounds              |
| 4 de octubre de 1974                    | Nueva York                     | Estados Unidos                 | Avery Fisher Hall                        |
| 5 de octubre de 1974                    | Reading                        | Estados Unidos                 | Bollman Center                           |
| 6 de octubre de 1974                    | Worcester                      | Estados Unidos                 | Atwood Hall                              |
| 11 de octubre de 1974                   | Gaithersburg                   | Estados Unidos                 | Shady Grove Music Fair                   |
| 12 de octubre de 1974                   | Princeton                      | Estados Unidos                 | Alexander Hall                           |
| 18 de octubre de 1974                   | Passaic                        | Estados Unidos                 | Capitol Theatre                          |
| 19 de octubre de 1974                   | Schenectady                    | Estados Unidos                 | Memorial Chapel                          |
| 19 de octubre de 1974                   | Carlisle                       | Estados Unidos                 | Dickinson College Dining Hall            |
| 25 de octubre de 1974                   | Hanover                        | Estados Unidos                 | Spaulding Auditorium                     |
| 26 de octubre de 1974                   | Springfield                    | Estados Unidos                 | Julia Sanderson Theater                  |
| 29 de octubre de 1974                   | Boston                         | Estados Unidos                 | Boston Music Hall                        |
| 1 de noviembre de 1974                  | Upper Darby                    | Estados Unidos                 | Tower Theater                            |
| 2 de noviembre de 1974                  | Upper Darby                    | Estados Unidos                 | Tower Theater                            |
| 6 de noviembre de 1974                  | Austin                         | Estados Unidos                 | Armadillo World Headquarters             |
| 7 de noviembre de 1974                  | Austin                         | Estados Unidos                 | Armadillo World Headquarters             |
| 8 de noviembre de 1974                  | Corpus Christi                 | Estados Unidos                 | Ritz Music Hall                          |
| 9 de noviembre de 1974                  | Houston                        | Estados Unidos                 | Houston Music Hall                       |
| 15 de noviembre de 1974                 | Easton                         | Estados Unidos                 | Kirby Field House                        |
| 16 de noviembre de 1974                 | Washington D. C.               | Estados Unidos                 | Leonard Gym                              |
| 17 de noviembre de 1974                 | Charlottesville                | Estados Unidos                 | Memorial Gymnasium                       |
| 21 de noviembre de 1974                 | Blackwood                      | Estados Unidos                 | Lincoln Hall Auditorium                  |
| 22 de noviembre de 1974                 | West Chester                   | Estados Unidos                 | Hollinger Field House                    |
| 23 de noviembre de 1974                 | Salem                          | Estados Unidos                 | Salem State College Auditorium           |
| 29 de noviembre de 1974                 | Trenton                        | Estados Unidos                 | Trenton War Memorial                     |
| 30 de noviembre de 1974                 | Trenton                        | Estados Unidos                 | Trenton War Memorial                     |
| 6 de diciembre de 1974                  | Nuevo Brunswick                | Estados Unidos                 | State Theatre                            |
| 7 de diciembre de 1974                  | Geneva                         | Estados Unidos                 | Geneva Theater                           |
| 8 de diciembre de 1974                  | Burlington                     | Estados Unidos                 | Burlington Memorial Auditorium           |
| 5 de enero de 1975                      | Asbury Park                    | Estados Unidos                 | The Stone Pony                           |
| 12 de enero de 1975                     | Asbury Park                    | Estados Unidos                 | The Stone Pony                           |
| 19 de enero de 1975                     | Asbury Park                    | Estados Unidos                 | The Stone Pony                           |
| 5 de febrero de 1975                    | Bryn Mawr                      | Estados Unidos                 | The Main Point                           |
| 6 de febrero de 1975                    | Chester                        | Estados Unidos                 | Widener Field House                      |
| 7 de febrero de 1975                    | Chester                        | Estados Unidos                 | Widener Field House                      |
| 18 de febrero de 1975                   | University Heights             | Estados Unidos                 | John Carroll Gymnasium                   |
| 19 de febrero de 1975                   | University Park                | Estados Unidos                 | Schwab Auditorium                        |
| 20 de febrero de 1975                   | Pittsburgh                     | Estados Unidos                 | Syria Mosque                             |
| 23 de febrero de 1975                   | Westbury                       | Estados Unidos                 | Westbury Music Fair                      |
| 7 de marzo de 1975                      | Owings Mills                   | Estados Unidos                 | Painters Mill Music Fair                 |
| 8 de marzo de 1975                      | Washington D. C.               | Estados Unidos                 | DAR Constitution Hall                    |
| 9 de marzo de 1975                      | Washington D. C.               | Estados Unidos                 | DAR Constitution Hall                    |
| Born to Run Tour: Norteamérica          |                                |                                |                                          |
| 20 de julio de 1975                     | Providence                     | Estados Unidos                 | Palace Concert Theater                   |
| 22 de julio de 1975                     | Geneva                         | Estados Unidos                 | Geneva Theater                           |
| 23 de julio de 1975                     | Lenox                          | Estados Unidos                 | Music Inn                                |
| 25 de julio de 1975                     | Kutztown                       | Estados Unidos                 | Keystone Hall                            |
| 26 de julio de 1975                     | Kutztown                       | Estados Unidos                 | Keystone Hall                            |
| 28 de julio de 1975                     | Washington D. C.               | Estados Unidos                 | Carter Barron Amphitheatre               |
| 29 de julio de 1975                     | Washington D. C.               | Estados Unidos                 | Carter Barron Amphitheatre               |
| 30 de julio de 1975                     | Washington D. C.               | Estados Unidos                 | Carter Barron Amphitheatre               |
| 1 de agosto de 1975                     | Richmond                       | Estados Unidos                 | The Mosque                               |
| 2 de agosto de 1975                     | Norfolk                        | Estados Unidos                 | Chrysler Hall                            |
| 8 de agosto de 1975                     | Akron                          | Estados Unidos                 | Akron Civic Theatre                      |
| 9 de agosto de 1975                     | Pittsburgh                     | Estados Unidos                 | Syria Mosque                             |
| 10 de agosto de 1975                    | Cleveland                      | Estados Unidos                 | Allen Theatre                            |
| 13 de agosto de 1975                    | Nueva York                     | Estados Unidos                 | Bottom Line                              |
| 14 de agosto de 1975                    | Nueva York                     | Estados Unidos                 | Bottom Line                              |
| 15 de agosto de 1975                    | Nueva York                     | Estados Unidos                 | Bottom Line                              |
| 16 de agosto de 1975                    | Nueva York                     | Estados Unidos                 | Bottom Line                              |
| 17 de agosto de 1975                    | Nueva York                     | Estados Unidos                 | Bottom Line                              |
| 21 de agosto de 1975                    | Atlanta                        | Estados Unidos                 | Electric Ballroom                        |
| 22 de agosto de 1975                    | Atlanta                        | Estados Unidos                 | Electric Ballroom                        |
| 23 de agosto de 1975                    | Atlanta                        | Estados Unidos                 | Electric Ballroom                        |
| 4 de septiembre de 1975                 | Bryn Mawr                      | Estados Unidos                 | The Main Point                           |
| 6 de septiembre de 1975                 | Nueva Orleans                  | Estados Unidos                 | Theater for the Performing Arts          |
| 7 de septiembre de 1975                 | Nueva Orleans                  | Estados Unidos                 | Ya Ya Lounge                             |
| 12 de septiembre de 1975                | Austin                         | Estados Unidos                 | Municipal Auditorium                     |
| 13 de septiembre de 1975                | Houston                        | Estados Unidos                 | Houston Music Hall                       |
| 14 de septiembre de 1975                | Houston                        | Estados Unidos                 | Houston Music Hall                       |
| 16 de septiembre de 1975                | Dallas                         | Estados Unidos                 | Dallas Convention Center Theatre         |
| 17 de septiembre de 1975                | Oklahoma City                  | Estados Unidos                 | Civic Center Music Hall                  |
| 20 de septiembre de 1975                | Grinnell                       | Estados Unidos                 | Darby Gymnasium                          |
| 21 de septiembre de 1975                | Minneapolis                    | Estados Unidos                 | Guthrie Theater                          |
| 23 de septiembre de 1975                | Ann Arbor                      | Estados Unidos                 | Hill Auditorium                          |
| 25 de septiembre de 1975                | Chicago                        | Estados Unidos                 | Auditorium Theatre                       |
| 26 de septiembre de 1975                | Iowa City                      | Estados Unidos                 | Hancher Auditorium                       |
| 27 de septiembre de 1975                | St. Louis                      | Estados Unidos                 | Ambassador Theatre                       |
| 28 de septiembre de 1975                | Kansas City                    | Estados Unidos                 | Memorial Hall                            |
| 30 de septiembre de 1975                | Omaha                          | Estados Unidos                 | Civic Auditorium Music Hall              |
| 2 de octubre de 1975                    | Milwaukee                      | Estados Unidos                 | Uptown Theater                           |
| 4 de octubre de 1975                    | Detroit                        | Estados Unidos                 | Michigan Palace Theater                  |
| 10 de octubre de 1975                   | Red Bank                       | Estados Unidos                 | Monmouth Arts Center                     |
| 6 de octubre de 1975                    | Hollywood                      | Estados Unidos                 | Roxy Theatre                             |
| 17 de octubre de 1975                   | Hollywood                      | Estados Unidos                 | Roxy Theatre                             |
| 18 de octubre de 1975                   | Hollywood                      | Estados Unidos                 | Roxy Theatre                             |
| 19 de octubre de 1975                   | Hollywood                      | Estados Unidos                 | Roxy Theatre                             |
| 23 de octubre de 1975                   | Nueva York                     | Estados Unidos                 | Gerde's Folk City                        |
| 25 de octubre de 1975                   | Portland                       | Estados Unidos                 | Paramount Theatre                        |
| 26 de octubre de 1975                   | Seattle                        | Estados Unidos                 | Paramount Theatre                        |
| 29 de octubre de 1975                   | Sacramento                     | Estados Unidos                 | Memorial Auditorium                      |
| 31 de octubre de 1975                   | Oakland                        | Estados Unidos                 | Paramount Theatre                        |
| 1 de noviembre de 1975                  | Santa Bárbara                  | Estados Unidos                 | Robertson Gymnasium                      |
| 3 de noviembre de 1975                  | Tempe                          | Estados Unidos                 | Gammage Memorial Auditorium              |
| 4 de noviembre de 1975                  | Tempe                          | Estados Unidos                 | Gammage Memorial Auditorium              |
| 6 de noviembre de 1975                  | Tempe                          | Estados Unidos                 | Gammage Memorial Auditorium              |
| 10 de noviembre de 1975                 | Tampa                          | Estados Unidos                 | Jai Alai Fronton                         |
| 11 de noviembre de 1975                 | Miami                          | Estados Unidos                 | Jai Alai Fronton                         |
| Europa                                  |                                |                                |                                          |
| 18 de noviembre de 1975                 | Londres                        | Inglaterra                     | Hammersmith Odeon                        |
| 21 de noviembre de 1975                 | Estocolmo                      | Suecia                         | Konserthuset                             |
| 23 de noviembre de 1975                 | Ámsterdam                      | Países Bajos                   | RAI Congrescentrum Theater               |
| 24 de noviembre de 1975                 | Londres                        | Inglaterra                     | Hammersmith Odeon                        |
| Norteamérica                            |                                |                                |                                          |
| 2 de diciembre de 1975                  | Boston                         | Estados Unidos                 | Boston Music Hall                        |
| 3 de diciembre de 1975                  | Boston                         | Estados Unidos                 | Boston Music Hall                        |
| 5 de diciembre de 1975                  | Washington D. C.               | Estados Unidos                 | McDonough Gymnasium                      |
| 6 de diciembre de 1975                  | Washington D. C.               | Estados Unidos                 | McDonough Gymnasium                      |
| 7 de diciembre de 1975                  | Washington D. C.               | Estados Unidos                 | McDonough Gymnasium                      |
| 10 de diciembre de 1975                 | Lewisburg                      | Estados Unidos                 | Davis Gym                                |
| 11 de diciembre de 1975                 | South Orange                   | Estados Unidos                 | Walsh Gymnasium                          |
| 12 de diciembre de 1975                 | Brookville                     | Estados Unidos                 | C.W. Post Dome Auditorium                |
| 16 de diciembre de 1975                 | Oswego                         | Estados Unidos                 | Laker Hall                               |
| 17 de diciembre de 1975                 | Buffalo                        | Estados Unidos                 | Kleinhans Music Hall                     |
| 19 de diciembre de 1975                 | Montreal                       | Canadá                         | Théâtre Maisonneuve                      |
| 20 de diciembre de 1975                 | Ottawa                         | Canadá                         | NAC Opera House                          |
| 21 de diciembre de 1975                 | Toronto                        | Canadá                         | Seneca College Field House               |
| 27 de diciembre de 1975                 | Upper Darby Township           | Estados Unidos                 | Tower Theater                            |
| 28 de diciembre de 1975                 | Upper Darby Township           | Estados Unidos                 | Tower Theater                            |
| 30 de diciembre de 1975                 | Upper Darby Township           | Estados Unidos                 | Tower Theater                            |
| 31 de diciembre de 1975                 | Upper Darby Township           | Estados Unidos                 | Tower Theater                            |
| Chicken Scratch Tour: Norteamérica      |                                |                                |                                          |
| 25 de marzo de 1976                     | Columbia                       | Estados Unidos                 | Township Auditorium                      |
| 26 de marzo de 1976                     | Atlanta                        | Estados Unidos                 | Fox Theatre                              |
| 28 de marzo de 1976                     | Durham                         | Estados Unidos                 | Cameron Indoor Stadium                   |
| 29 de marzo de 1976                     | Charlotte                      | Estados Unidos                 | Ovens Auditorium                         |
| 1 de abril de 1976                      | Athens                         | Estados Unidos                 | Memorial Auditorium                      |
| 2 de abril de 1976                      | Louisville                     | Estados Unidos                 | Macauley's Theatre                       |
| 4 de abril de 1976                      | East Lansing                   | Estados Unidos                 | MSU Auditorium                           |
| 5 de abril de 1976                      | Columbus                       | Estados Unidos                 | Ohio Theatre                             |
| 7 de abril de 1976                      | Cleveland                      | Estados Unidos                 | Allen Theatre                            |
| 8 de abril de 1976                      | Cleveland                      | Estados Unidos                 | Allen Theatre                            |
| 9 de abril de 1976                      | Hamilton                       | Estados Unidos                 | Cotterell Court                          |
| 10 de abril de 1976                     | Wallingford                    | Estados Unidos                 | Paul Mellon Arts Center                  |
| 12 de abril de 1976                     | Johnstown                      | Estados Unidos                 | Cambria County War Memorial Arena        |
| 13 de abril de 1976                     | University Park                | Estados Unidos                 | Rec Hall                                 |
| 15 de abril de 1976                     | Pittsburgh                     | Estados Unidos                 | Syria Mosque                             |
| 16 de abril de 1976                     | Meadville                      | Estados Unidos                 | Shafer Auditorium                        |
| 17 de abril de 1976                     | Rochester                      | Estados Unidos                 | Strong Auditorium                        |
| 20 de abril de 1976                     | Johnson City                   | Estados Unidos                 | Freedom Hall Civic Center                |
| 21 de abril de 1976                     | Knoxville                      | Estados Unidos                 | Knoxville Civic Auditorium               |
| 22 de abril de 1976                     | Blacksburg                     | Estados Unidos                 | Burruss Auditorium                       |
| 24 de abril de 1976                     | Boone                          | Estados Unidos                 | Varsity Gymnasium                        |
| 26 de abril de 1976                     | Chattanooga                    | Estados Unidos                 | Soldiers and Sailors Memorial Auditorium |
| 28 de abril de 1976                     | Nashville                      | Estados Unidos                 | Grand Ole Opry                           |
| 29 de abril de 1976                     | Memphis                        | Estados Unidos                 | Ellis Auditorium                         |
| 30 de abril de 1976                     | Birmingham                     | Estados Unidos                 | Boutwell Memorial Auditorium             |
| 3 de mayo de 1976                       | Little Rock                    | Estados Unidos                 | Robinson Center                          |
| 4 de mayo de 1976                       | Jackson                        | Estados Unidos                 | Mississippi Coliseum                     |
| 6 de mayo de 1976                       | Shreveport                     | Estados Unidos                 | Shreveport Municipal Memorial Auditorium |
| 8 de mayo de 1976                       | Baton Rouge                    | Estados Unidos                 | Pete Maravich Assembly Center            |
| 9 de mayo de 1976                       | Mobile                         | Estados Unidos                 | Mobile Municipal Theater                 |
| 10 de mayo de 1976                      | Mobile                         | Estados Unidos                 | Mobile Municipal Theater                 |
| 11 de mayo de 1976                      | Auburn                         | Estados Unidos                 | Memorial Coliseum                        |
| 13 de mayo de 1976                      | Nueva Orleans                  | Estados Unidos                 | Municipal Auditorium                     |
| 27 de mayo de 1976                      | West Point                     | Estados Unidos                 | Eisenhower Hall Auditorium               |
| 30 de mayo de 1976                      | Annapolis                      | Estados Unidos                 | Halsey Field House                       |
| Lawsuit Tour: Norteamérica              |                                |                                |                                          |
| 26 de septiembre de 1976                | Phoenix                        | Estados Unidos                 | Arizona Veterans Memorial Coliseum       |
| 29 de septiembre de 1976                | Santa Mónica                   | Estados Unidos                 | Santa Monica Civic Auditorium            |
| 30 de septiembre de 1976                | Santa Mónica                   | Estados Unidos                 | Santa Monica Civic Auditorium            |
| 2 de octubre de 1976                    | Oakland                        | Estados Unidos                 | Paramount Theatre                        |
| 3 de octubre de 1976                    | Santa Clara                    | Estados Unidos                 | Toso Pavilion                            |
| 5 de octubre de 1976                    | Santa Barbara                  | Estados Unidos                 | Santa Barbara Bowl                       |
| 9 de octubre de 1976                    | Notre Dame                     | Estados Unidos                 | Athletic & Convocation Center            |
| 10 de octubre de 1976                   | Oxford                         | Estados Unidos                 | Millett Hall                             |
| 12 de octubre de 1976                   | Nuevo Brunswick                | Estados Unidos                 | College Avenue Gymnasium                 |
| 13 de octubre de 1976                   | Union Township                 | Estados Unidos                 | Wilkins Theatre                          |
| 16 de octubre de 1976                   | Williamsburg                   | Estados Unidos                 | William & Mary Hall                      |
| 17 de octubre de 1976                   | Washington D. C.               | Estados Unidos                 | McDonough Gymnasium                      |
| 18 de octubre de 1976                   | Washington D. C.               | Estados Unidos                 | McDonough Gymnasium                      |
| 25 de octubre de 1976                   | Filadelfia                     | Estados Unidos                 | The Spectrum                             |
| 27 de octubre de 1976                   | Filadelfia                     | Estados Unidos                 | The Spectrum                             |
| 28 de octubre de 1976                   | Nueva York                     | Estados Unidos                 | The Palladium                            |
| 29 de octubre de 1976                   | Nueva York                     | Estados Unidos                 | The Palladium                            |
| 30 de octubre de 1976                   | Nueva York                     | Estados Unidos                 | The Palladium                            |
| 2 de noviembre de 1976                  | Nueva York                     | Estados Unidos                 | The Palladium                            |
| 3 de noviembre de 1976                  | Nueva York                     | Estados Unidos                 | The Palladium                            |
| 4 de noviembre de 1976                  | Nueva York                     | Estados Unidos                 | The Palladium                            |
| The Lawsuit Drags On Tour: Norteamérica |                                |                                |                                          |
| 7 de febrero de 1977                    | Albany                         | Estados Unidos                 | Palace Theatre                           |
| 8 de febrero de 1977                    | Rochester                      | Estados Unidos                 | Rochester Auditorium Theatre             |
| 9 de febrero de 1977                    | Buffalo                        | Estados Unidos                 | Kleinhans Music Hall                     |
| 10 de febrero de 1977                   | Utica                          | Estados Unidos                 | Utica Memorial Auditorium                |
| 12 de febrero de 1977                   | Ottawa                         | Canadá                         | Ottawa Civic Centre                      |
| 13 de febrero de 1977                   | Toronto                        | Canadá                         | Maple Leaf Gardens                       |
| 15 de febrero de 1977                   | Detroit                        | Estados Unidos                 | Masonic Temple Theatre                   |
| 16 de febrero de 1977                   | Columbus                       | Estados Unidos                 | Veterans Memorial Auditorium             |
| 17 de febrero de 1977                   | Richfield Township             | Estados Unidos                 | Coliseum at Richfield                    |
| 19 de febrero de 1977                   | Saint Paul                     | Estados Unidos                 | RiverCentre                              |
| 20 de febrero de 1977                   | Madison                        | Estados Unidos                 | Dane County Coliseum                     |
| 22 de febrero de 1977                   | Milwaukee                      | Estados Unidos                 | Milwaukee Auditorium                     |
| 23 de febrero de 1977                   | Chicago                        | Estados Unidos                 | Auditorium Theatre                       |
| 25 de febrero de 1977                   | West Lafayette                 | Estados Unidos                 | Elliott Hall of Music                    |
| 26 de febrero de 1977                   | Indianapolis                   | Estados Unidos                 | ICC Ballroom                             |
| 27 de febrero de 1977                   | Cincinnati                     | Estados Unidos                 | Riverfront Coliseum                      |
| 28 de febrero de 1977                   | St. Louis                      | Estados Unidos                 | Fox Theatre                              |
| 2 de marzo de 1977                      | Atlanta                        | Estados Unidos                 | Atlanta Civic Center                     |
| 4 de marzo de 1977                      | Jacksonville                   | Estados Unidos                 | Civic Auditorium                         |
| 5 de marzo de 1977                      | Orlando                        | Estados Unidos                 | Jai Alai Fronton                         |
| 6 de marzo de 1977                      | Miami                          | Estados Unidos                 | Jai Alai Fronton                         |
| 10 de marzo de 1977                     | Toledo                         | Estados Unidos                 | Toledo Sports Arena                      |
| 11 de marzo de 1977                     | Latrobe                        | Estados Unidos                 | Saint Vincent College                    |
| 13 de marzo de 1977                     | Towson                         | Estados Unidos                 | Towson Center                            |
| 14 de marzo de 1977                     | Poughkeepsie                   | Estados Unidos                 | Mid-Hudson Civic Center                  |
| 15 de marzo de 1977                     | Binghamton                     | Estados Unidos                 | Broome County Veterans Memorial Arena    |
| 18 de marzo de 1977                     | New Haven                      | Estados Unidos                 | New Haven Veterans Memorial Coliseum     |
| 19 de marzo de 1977                     | Lewiston                       | Estados Unidos                 | Central Maine Youth Center               |
| 20 de marzo de 1977                     | Providence                     | Estados Unidos                 | Alumni Hall                              |
| 22 de marzo de 1977                     | Boston                         | Estados Unidos                 | Boston Music Hall                        |
| 23 de marzo de 1977                     | Boston                         | Estados Unidos                 | Boston Music Hall                        |
| 24 de marzo de 1977                     | Boston                         | Estados Unidos                 | Boston Music Hall                        |
| 25 de marzo de 1977                     | Boston                         | Estados Unidos                 | Boston Music Hall                        |